# 48e cérémonie du Deutscher Filmpreis
La 48e cérémonie des Deutscher Filmpreis, organisée par la Deutsche Filmakademie (« Académie du film allemand »), s'est déroulée le 6 juin 1998.

## Palmarès

### Meilleur film
- Comedian Harmonists de Joseph Vilsmaier
- Les Rêveurs (Winterschläfer) de Tom Tykwer
- Aller simple pour Inari (Zugvögel … Einmal nach Inari) de Peter Lichtefeld
  - Die Apothekerin de Rainer Kaufmann
  - Frau Rettich, die Czerni und ich de Markus Imboden
  - Härtetest de Janek Rieke
  - Kinderland ist abgebranntr de Sibylle Tiedemann et Ute Badura
  - Berlin Niagara (Obsession) de Peter Sehr

### Meilleur film étranger
- The Full Monty - Le Grand Jeu (The Full Monty) •  États-Unis  Royaume-Uni